# Per Jacob Fischer (chefredaktör)
Per Jacob Fischer, född 6 mars 1908 i Örebro, död 15 maj 1999 i Västerleds församling, Stockholm, var en svensk journalist och chefredaktör. 
Han har varit verksam vid flera olika tidningar. Däribland Hudiksvalls Tidning, Borås Tidning och Sölvesborgs-Tidningen.  Han var även verksam vid den Skandinaviska Telegrambyrån. 
Fischer var son till länsjägmästaren Gunnar Fischer och Greta Lokrantz.